# Włodzimierz Stefański
Włodzimierz Stefański   (Breslau, 20 de novembre de 1949) és un jugador de voleibol polonès, ja retirat, que va competir durant les dècades de 1960 i 1970.
El 1972 va prendre part en els Jocs Olímpics d'Estiu de Munic, on fou novè en la competició de voleibol. Quatre anys més tard, als Jocs de Montreal, va guanyar la medalla d'or en la mateixa competició.
En el seu palmarès també destaquen una medalla d'or en el Campionat del Món de voleibol de 1974 i dues medalles de plata en el Campionat d'Europa de voleibol, el 1975 i 1977. Amb la selecció polonesa jugà 267 partits internacionals.
A nivell de clubs jugà als clubs polonesos Gwardia Wrocław, Skra, AZS, Legia i Resovia Rzeszów i als clubs finlandesos KIMMO Lahti i Mikheli Vauhti. Amb el Resovia va guanyar la lliga polonesa de voleibol de 1974 i 1976 i la Copa de 1975.
El 1979 es graduà a l'Acadèmia d'Educació Física de Varsòvia.